# 沙诺河
沙诺河（義大利語：Sarno）是一條位於意大利半島西南部的河流，長約24公里，流量約13立方米每秒。沙諾河流經沙諾盆地，最為人知名的，是河畔的庞培城遺址及那不勒斯。然而，這條河卻被稱為「歐洲最骯髒的河流」，因為在河兩岸的城市毫不節制的向河道排放未經處理的污水，使污染物產生化學反應，並令河道兩岸的衛生環境惡化。

## 背景資料
沙諾河起源於意大利沙諾山的山坡上，流經山下的同名小鎮沙諾鎮。河流流經坎帕尼亞大區南部的三個省份：薩萊諾省(Salerno)、阿韋利諾省 (Avellino)及那不勒斯省 (Napoli)，都是人煙稠密及高度污染的地區。沙諾盆地位於沙諾河兩岸，面積約500平方公里。當河水從沙諾山出發，流經沙諾鎮時，河水一直都很清徹，但當它與另外兩條河流Cavajola及Solofana匯合之後，河水質素急劇惡化：廢棄物在河岸堆積，垃圾及大件的廢物不斷掉進河裡。當河水流至Scafati時，河面已有化學泡沫浮現。